# Lu Shanglei
Dans ce nom, le nom de famille, Lu, précède le nom personnel.
Lu Shanglei est un joueur d'échecs chinois né le 10 juillet 1995.
Au 1er juillet 2015, il est le no 15 chinois avec un classement Elo de 2 595. 

## Biographie et carrière
Grand maître international depuis 2011, Lu Shanglei a remporté le championnat du monde d'échecs junior en 2014 devant Wei Yi et Vladimir Fedosseïev.
Lu Shanglei a représenté la Chine lors du match Chine-Roumanie du tournoi des rois en 2014 et du match Chine-Russie de 2015 (matchs remportés par la Chine).
Grâce à son titre de champion du monde junior, il est qualifié pour la coupe du monde d'échecs 2015. Lors de la coupe du monde disputée à Bakou, il bat au premier tour Aleksandr Moiseenko, puis au deuxième tour Wang Hao, et est éliminé au troisième tour par Veselin Topalov.